# Se scappi, ti sposo
Se scappi, ti sposo (Runaway Bride) è un film del 1999 diretto da Garry Marshall ed interpretato da Julia Roberts e Richard Gere, con la partecipazione di Héctor Elizondo; i quattro tornano a lavorare insieme dopo il successo di Pretty Woman del 1990.

## Trama
Ike è un giornalista newyorkese divorziato che decide di scrivere un articolo su Maggie Carpenter, una giovane donna di Hale, nel Maryland, che per tre volte ha abbandonato i suoi aspiranti all'altare. L'articolo, scritto in base al racconto del terzo quasi-marito, contiene molte inesattezze scatenando così le ire di Maggie e il licenziamento di Ike. Il giornalista si vede costretto a recarsi nel Maryland per documentare le sue fonti e indagare in prima persona sulla donna per riavere il posto.
Inizialmente Maggie ostacola Ike ma alla fine accetta di far documentare la sua vicenda per dimostrare nero su bianco di non essere la terribile "mangiatrice di uomini" che tutti credono. La ragazza sta infatti preparandosi al quarto tentativo matrimoniale con Bob, l'allenatore della squadra di football del paese.
Con il passare dei giorni Ike impara a conoscere Maggie più a fondo: la sua passione mai messa a frutto per il design d'arredamento, la responsabilità del negozio di ferramenta di famiglia, i problemi di alcolismo del padre dopo la morte della madre, il peso delle continue canzonature da parte di tutta la città sui suoi quasi matrimoni.
Durante l'ultima prova del matrimonio Maggie e Ike si scambiano un bacio capendo quindi di amarsi. La ragazza decide così di convolare a nozze due giorni dopo non più con Bob ma con Ike. Il giorno della cerimonia però Maggie, colta da un'improvvisa paura, scappa nuovamente, salendo al volo su un corriere espresso e lasciando Ike a correrle dietro.
Trascorso del tempo, Maggie capisce che non potrà mai sposarsi finché non avrà fatto chiarezza nella propria vita. Decide così di affrontare i suoi dubbi e le sue insicurezze.
Una sera, a New York, Ike vede le lampade di Maggie in vendita in un negozio. Rientrato a casa, trova proprio lei ad aspettarlo. Maggie dimostra ad Ike di aver messo ordine nella sua vita e afferma di conoscersi davvero per la prima volta e di sapere finalmente ciò che vuole. Infine, Maggie si inginocchia di fronte ad Ike e gli chiede nuovamente di sposarlo. Lui accetta e i due si sposano in campagna con una piccola cerimonia.

## Produzione
Il budget del film è stato di circa 70 milioni di dollari.

### Cast
Il film è stato in produzione per diversi anni. Per questo film sono stati considerati una grande varietà di attori. Per il ruolo di Maggie Carpenter sono state considerate Anjelica Huston, Mary Steenburgen, Lorraine Bracco, Geena Davis, Demi Moore, Sandra Bullock, Ellen DeGeneres e Téa Leoni, mentre per il ruolo di Ike Graham sono stati considerati Christopher Walken, Harrison Ford, Mel Gibson e Michael Douglas. Anche per il ruolo di Bob Kelly vennero considerati altri attori, tra cui Ben Affleck.

### Riprese
Il film è stato girato quasi interamente nel centro storico di Berlin nel Maryland.

## Colonna sonora
- I Still Haven't Found What I'm Looking For - U2
- Ready To Run - Dixie Chicks
- I Love You - Martina McBride
- Maneater - Daryl Hall
- From My Head To My Heart - Evan and Jaron
- Blue Eyes Blue - Eric Clapton
- And That's What Hurts - Daryl Hall & John Oates
- Never Saw Blue Like That - Shawn Colvin
- You Can't Hurry Love - Dixie Chicks
- You Sang To Me - Marc Anthony
- You're The Only One For Me - Allure
- Before I Fall In Love - Coco Lee
- Where Were You (On Our Wedding Day)? - Billy Joel
- It Never Entered My Mind - Miles Davis
- Ripple - Grateful Dead

## Accoglienza

### Incassi
Il film è stato un enorme successo al botteghino: nel suo giorno d'apertura ha guadagnato ben 12 milioni di dollari e nel suo primo weekend ha raggiunto la prima posizione con poco più di 35 milioni di dollari; complessivamente ha incassato 152.257.509 dollari negli Stati Uniti e 157.200.000 dollari nel resto del mondo, per un totale di 309.457.509 dollari. In Italia fu campione d'incassi assoluto nella stagione 1999-00 davanti al premio Oscar American Beauty e al disneyano Tarzan.

### Critica
Nonostante il grande incasso, il film ha ricevuto pareri contrastanti da parte della critica. In generale la maggior parte ha criticato la coppia di attori protagonisti definendoli "meno convincenti" rispetto al successo di Pretty Woman.

## Riconoscimenti
- 2000 - MTV Movie Awards
  - Nomination Miglior performance femminile a Julia Roberts
- 1999 - Bogey Awards
  - Bogey Award in Oro
- 2000 - Nickelodeon Kids' Choice Awards
  - Nomination Miglior attrice protagonista a Julia Roberts
- 2000 - Csapnivaló Awards
  - Nomination Miglior performance femminile a Julia Roberts
  - Nomination Miglior fotografia a Stuart Dryburgh
- 2000 - Blockbuster Entertainment Award
  - Migliore attrice non protagonista in un film commedia/romantico a Joan Cusack
  - Nomination Miglior canzone (You Sang to Me) a Marc Anthony
  - Nomination Miglior attrice in un film commedia/romantico a Julia Roberts
  - Nomination Miglior attore in un film commedia/romantico a Richard Gere
- 2000 - ASCAP Award
  - Top Box Office Films a James Newton Howard
  - Miglior canzone (You Sang To Me) a Marc Anthony e Mark Rooney
- 2000 - ALMA Award
  - Nomination Miglior attore protagonista a Héctor Elizondo
- 1999 - American Comedy Award
  - Attrice non protagonista più divertente a Joan Cusack
- 1999 - Chlotrudis Awards
  - Nomination Miglior attrice non protagonista a Joan Cusack
- 1999 - Golden Screen
  - Miglior film

## Distribuzione
Il film, distribuito dalla Paramount Pictures negli Stati Uniti, dalla Medusa Film in Italia, e dalla Buena Vista International nel resto del mondo, è stato distribuito nelle sale cinematografiche americane a partire dal 30 luglio del 1999, mentre in quelle italiane il 17 dicembre dello stesso anno.

## Citazioni
Il film viene citato negli episodi 3x01, 3x02 e 3x03 della serie tv Chicago Fire dai pompieri della caserma riferendosi a Sylvie Brett, uno nuovo Paramedico che è arrivata in città per scappare dal suo imminente matrimonio.
Il successo del film fu tale che, in Italia, molti film successivi lo citarono nel titolo. A farne le spese furono, ad esempio, i film Se cucini, ti sposo (Time Share) e Se mi lasci ti cancello (Eternal Sunshine of the Spotless Mind).